# فرد هيو
فرد هيو (بالإنجليزية: Fred Vaughan)‏ هو لاعب كرة قدم أمريكية أمريكي، ولد في 8 أكتوبر 1904 في رونوك رابيدز في الولايات المتحدة، وتوفي في 16 أكتوبر 1986 في تاربورو في الولايات المتحدة.